# Tempio di Ercole (Montorio al Vomano)
Il tempio di Ercole è un sito archeologico che si trova nel comune di Montorio al Vomano, in provincia di Teramo. Il sito archeologico si raggiunge percorrendo un sentiero che scende verso il fiume Vomano e, dopo averlo guadato, risale per un breve tratto in un campo incolto.

## Storia

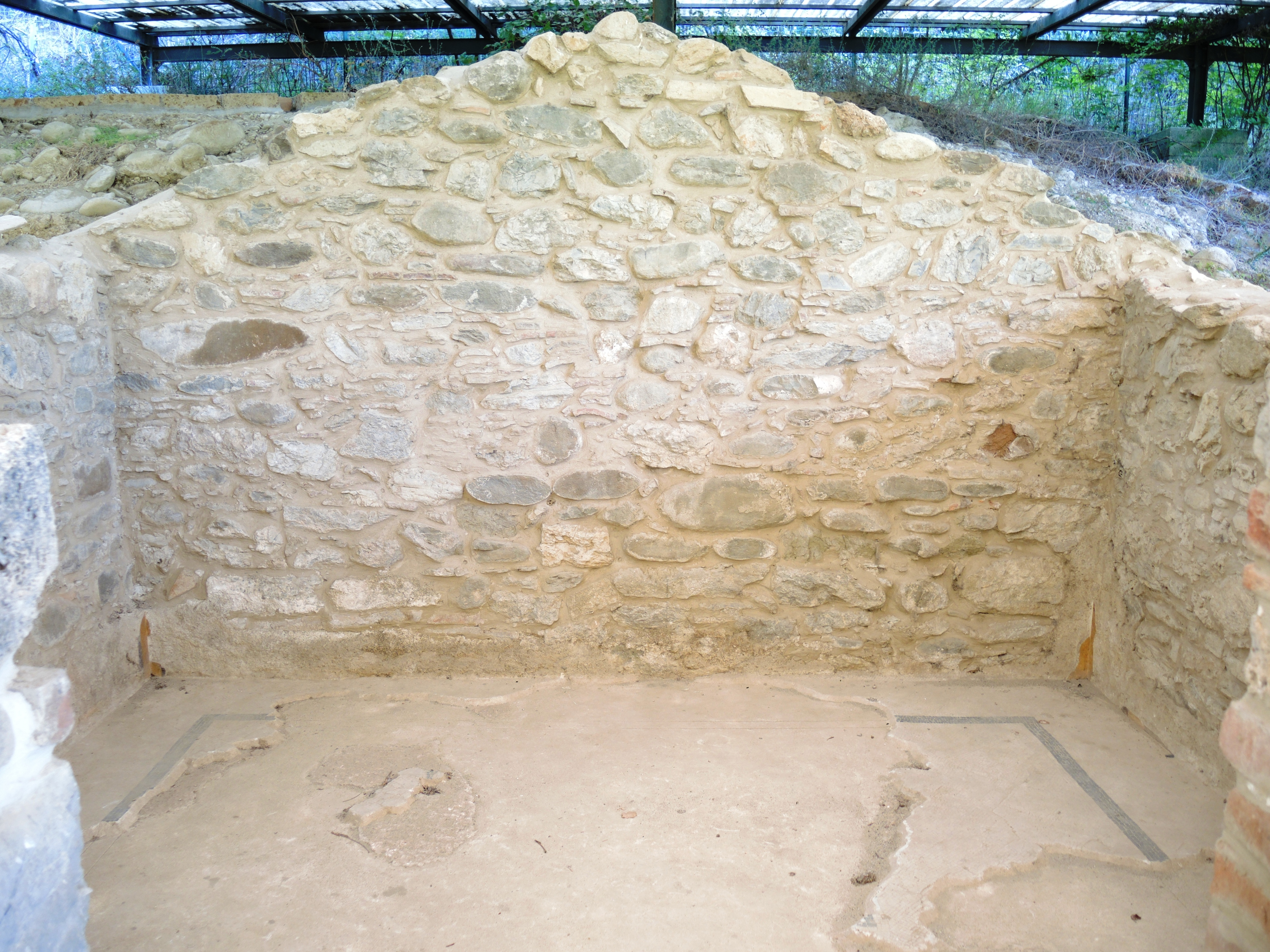
Resti dei mosaici

I resti del tempio sono stati scoperti nel 1865 dall'archeologo Felice Barnabei. Si trovano in località Venaquila, poco fuori dall'abitato dirigendosi lungo la strada statale 80 del Gran Sasso d'Italia verso il passo delle Capannelle.
Nei resti del mosaico sul pavimento della struttura è stata rilevata un'iscrizione che, oltre a riportare il nome di Ercole come la divinità a cui il tempio era dedicato, permette di datare il tempio al 55 a.C. tramite la citazione della coppia consolare.
Il tempio, insieme al tempio di Giove di Pagliaroli, frazione di Cortino, e del santuario di Colle del Vento, località della frazione Piano Vomano di Crognaleto, fa parte delle infrastrutture realizzate dai romani lungo la via Cecilia.

## Resti archeologici
Il tempio è stato abbandonato in età imperiale a causa di una frana, che in parte ne ha protetto le rovine. La struttura più evidente è quella dei resti delle mura della cella del tempio, che conserva al proprio interno resti di una pavimentazione a mosaico in opus tessellatum con tessere bianche e riquadratura nera.
Tracce di intonaco sono state rilevate esclusivamente nella fascia inferiore della muratura. Tutta la struttura è stata coperta da una tettoia a protezione del sito dagli agenti atmosferici.